# 梁川村 (岩手縣)
梁川村（日语：／ Yanagawa mura */?）是日本昭和三十年（1955年）時廢除，原屬岩手縣江刺郡的村，現在是奥州市江刺區梁川。

## 沿革
- 明治八年（1875年）10月17日：隨著水澤縣進行村落整合，野手崎村、栗生澤村與菅生村合併為梁川村。
- 明治廿二年（1889年）4月1日：因為町村制的實施，梁川村實施村制。
- 昭和三十年（1955年）2月10日：梁川村、伊手村、岩谷堂町、稻瀨村、愛宕村、廣瀨村、田原村、玉里村、藤里村、米里村合併成江刺町。

## 行政
- 歷代村長

| 代 | 氏名         | 就任                       | 退任                       | 備考 |
| -- | ------------ | -------------------------- | -------------------------- | ---- |
| 1  | 菊池庸孝     | 明治22年（1889年）4月1日   | 明治22年（1889年）7月29日  |      |
| 2  | 淺沼孫之助   | 明治22年（1889年）7月30日  | 明治27年（1898年）7月25日  |      |
| 3  | 佐藤豐之助   | 明治27年（1894年）7月26日  | 明治31年（1898年）7月25日  |      |
| 4  | 淺沼孫之助   | 明治31年（1898年）8月15日  | 明治35年（1902年）4月9日   | 再任 |
| 5  | 及川今朝之助 | 明治35年（1902年）4月10日  | 明治37年（1904年）2月10日  |      |
| 6  | 今野長右衛門 | 明治37年（1904年）2月13日  | 明治37年（1904年）7月20日  |      |
| 7  | 及川安右衛門 | 明治37年（1904年）7月25日  | 明治40年（1907年）2月25日  |      |
| 8  | 及川洋       | 明治44年（1911年）10月1日  | 大正4年（1915年）2月1日    |      |
| 9  | 伊達宗敬     | 大正4年（1915年）2月6日    | 大正13年（1924年）4月10日  |      |
| 10 | 大内丑之助   | 大正13年（1924年）4月12日  | 大正13年（1924年）9月10日  |      |
| 11 | 佐藤總吉     | 大正13年（1924年）9月12日  | 大正15年（1926年）12月12日 |      |
| 12 | 菊池金太郎   | 大正15年（1926年）12月21日 | 昭和5年（1930年）10月1日   |      |
| 13 | 金盛理       | 昭和5年（1930年）10月11日  | 昭和7年（1932年）5月10日   |      |
| 14 | 佐藤總吉     | 昭和7年（1932年）5月11日   | 昭和17年（1942年）1月31日  | 再任 |
| 15 | 菊池金太郎   | 昭和17年（1942年）2月1日   | 昭和19年（1944年）9月5日   | 再任 |
| 16 | 安部興之助   | 昭和19年（1944年）9月6日   | 昭和21年（1946年）5月20日  |      |
| 17 | 今野哲郎     | 昭和21年（1946年）5月21日  | 昭和22年（1947年）4月10日  |      |
| 18 | 菊池龜覺     | 昭和22年（1947年）4月14日  | 昭和30年（1955年）2月9日   |      |